# چوریژی
چورژی قبلا روستا و امروزه محله ای جدید ملحق شده به شهر پاوه در استان کرمانشاه ایران میباشد.

## جمعیت
این روستا در دهستان شمشیر قرار دارد و براساس سرشماری مرکز آمار ایران در سال ۱۳۸۵، جمعیت آن ۱٬۸۵۸ نفر (۴۵۶خانوار) بوده‌است.